# Шевченко, Семён Алексеевич
Семён Алексеевич Шевченко (1910—1991) — артиллерист, полный кавалер ордена Славы.
Родился 10 января 1910 года в селе Гнилица в семье крестьянина. Украинец по национальности. Окончил 4 класса, после чего работал в совхозе. В Красной Армии с 1931 года по 1933 год и затем с 1943 года.
На фронте в Великую Отечественную войну с февраля 1943 года.
В ходе оборонительных боев на Курской дуге 7 июля 1943 года в районе города Обоянь Курской области наводчик орудия младший сержант С. А. Шевченко подбил 1 танк, 2 бронемашины и 4 автомашины противника с боеприпасами. 24 сентября с орудием переправился через реку Днепр в районе села Щучинка (ныне Балыко-Щучинка Кагарлыкского района Киевской области, Украина). В первые дни боев на Букринском плацдарме С. А. Шевченко подбил бронетранспортер противника. Приказом командира полка награждён медалью «За отвагу».
Наводчик орудия батареи 45-мм. пушек 957-го стрелкового полка (309-я стрелковая дивизия, 27-я армия, 1-й Украинский фронт) сержант Шевченко в декабре 1943 года около деревни Весёлая Дубрава (10 км юго-восточнее посёлка Ржищев Киевская область) прямой наводкой подбил вражеский танк и подавил 2 огневые точки.
20 февраля 1944 года награждён орденом Славы 3 степени.
Будучи командиром 45-мм. орудия того же полка (13-я армия) в июле 1944 года вместе с расчетом в районе Ниско (Польша) разбил 8 пулемётов, рассеял и уничтожил свыше взвода пехоты противника. Спустя месяц, 14 августа, близ населенного пункта Курозвенки (5 км северо-западнее города Сташув, Польша) подавил 2 огневые точки, что способствовало продвижению вперед стрелкового подразделения.
14 сентября 1944 года награждён орденом Славы 2 степени. В том же составе (6-я армия) Семён Шевченко в начале февраля 1945 года в боях за Легниц (ныне Легница, Польша) уничтожил пулемёт, разрушил несколько домов с засевшими в них гитлеровцами.
10 апреля 1945 года награждён орденом Славы 1 степени. В 1945 году демобилизован. Жил в Донецке, работал на шахте. Умер 8 февраля 1991 года в возрасте 80 лет.
Награждён орденом Красного Знамени, Отечественной войны 1 степени, медалями.